# Єль-Коба

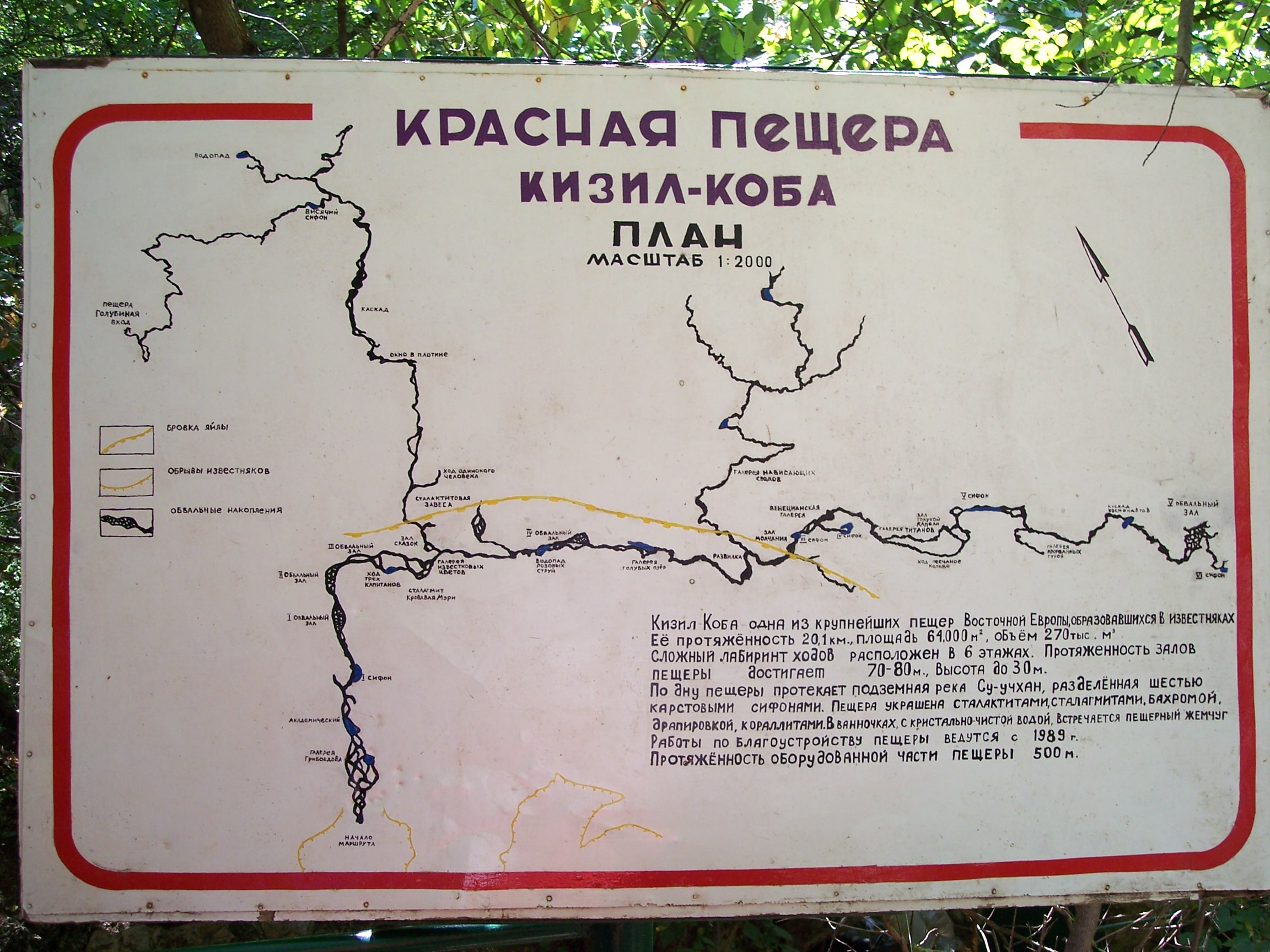

Єль-Коба (крим. Yel Qoba — Вітряна Печера) — печера, що входить до складу комплексу Червоних Печер, знаходиться на гірському масиві Долгоруківська яйла, (Кримські гори, Україна). Інша назва печери — Середня — тому, що вона з'єднує 5-й та 6-й горизонти.

## Опис
Середня печера — Єль-Коба — складається з двох поверхів у вигляді вузьких і дуже заплутаних, слабо нахилених ходів, які з'єднані 5-метрової глибини колодязями. Перший план Єль-Коби склав швейцарський учений Ф. Дюбуа де Монпере у 1843 р., коли він мандрував Кримом і Кавказом.
Відомий ботанік, зоолог і археолог К. С. Мережковський (1854–1921), дослідивши Єль-Кобу (він називав її «Джеїл-Коба»), визнав, що умови для мешкання стародавніх людей у ній були досить сприятливими. Результати своїх досліджень Мережковський виклав у статті «Отчет о предварительном исследовании каменного века в Крыму», надрукованій у «Известиях Русского географического общества» (1880).
О. І. Домбровським і О. О. Щепинським проводяться археологічні дослідження в Єль-Кобі, на Туфовій площадці та печерах Єні-Сала-I і Єні-Сала-II. Результати досліджень опубліковано в «Трудах Комплексной карстовой экспедиции АН УССР» (1963).
О. І. Домбровський и О. О. Щепинський відзначають:
|  | Раскопки 1960 года показали, что жизнь подле пещер (имеются в виду Харанлых-Коба и Иель-Коба) и их использование людьми возобновились лишь в III – IV веках н. э., когда на берегах Крыма местами стояли гарнизоны римлян… Римляне здесь, как и всюду, подчиняли себе местное население плодородных речных долин, которое, видимо, убегало от них в гористые верховья рек… На руинах заброшенных убежищ тавров возникают новые укрепления тавро-скифов или скифо-тавров – смешанного населения, объединенного общей судьбой и давними хозяйственными и культурными связями. |

## Ресурси Інтернету
- Вікісховище має мультимедійні дані за темою: Єль-Коба